# Vuelta a España 1996
51. ročník cyklistického závodu Vuelta a España se konal mezi 7. a 29. zářím 1996. Závod dlouhý 3898 km vyhrál Švýcar Alex Zülle z týmu ONCE. Na druhém a třetím místě se umístili Zülleho krajani, Laurent Dufaux (Festina–Lotus) a Tony Rominger (Mapei–GB), šampion Vuelty z let 1992, 1993 a 1994.
Vítězem bodovací soutěže se stal potřetí v řadě Laurent Jalabert, jemuž se nepovedlo zopakovat své vítězství z předchozího ročníku. Nejlepším vrchařem se stal podruhé v kariéře Tony Rominger a vítězem sprinterské soutěže se stal Němec Jürgen Werner.
Pětinásobný vítěz Tour de France Miguel Indurain se zúčastnil Vuelty poprvé od roku 1991, poté, co byl poražen Bjarnem Riisem na Tour de France. Původně neměl v plánu se zúčastnit, ale nakonec byl přesvědčen týmem po jeho dobrém výkonu v časovce na olympiádě v Atlantě. Indurainovi se však nepovedlo dojet závod, jenž byl poslední v jeho kariéře. Odstoupil během 13. etapy v momentu, kdy byl průběžně třetí celkově a odpadl od favoritů na stoupání do průsmyku Fito.

## Týmy
Na Vueltu a España 1996 bylo pozváno celkem 20 týmů. Každý tým přijel s 9 jezdci, celkem tedy odstartovalo 180 jezdců. Do cíle v Madridu dojelo 115 jezdců.
Týmy, které se zúčastnily závodu, byly:
- ONCE
- Aki–Gipiemme
- Banesto
- Cantina Tollo–CoBo
- Equipo Euskadi
- Gewiss Playbus
- Kelme–Artiach
- Festina–Lotus
- Maia–Jumbo–CIN
- Mapei–GB
- MG Maglificio–Technogym
- Motorola
- MX Onda
- Petit Casino
- Team Polti
- Saeco–AS Juvenes San Marino
- Santa Clara
- Scrigno–Blue Storm
- Team Telekom
- TVM–Farm Frites

## Trasa a etapy
| Etapa | Datum         | Trasa                                            | Vzdálenost          | Typ                 | Typ                  | Vítěz                        |                     |
| ----- | ------------- | ------------------------------------------------ | ------------------- | ------------------- | -------------------- | ---------------------------- | ------------------- |
| 1     | 7. září       | Valencie – Valencie                              | 162 km (101 mi)     |                     |                      | Biagio Conte (ITA)           |                     |
| 2     | 8. září       | Valencie – Cuenca                                | 210 km (130 mi)     |                     |                      | Nicola Minali (ITA)          |                     |
| 3     | 9. září       | Cuenca – Albacete                                | 167,2 km (104 mi)   |                     |                      | Laurent Jalabert (FRA)       |                     |
| 4     | 10. září      | Albacete – Murcia                                | 166,5 km (103 mi)   |                     |                      | Tom Steels (BEL)             |                     |
| 5     | 11. září      | Murcia – Almería                                 | 208,4 km (129 mi)   |                     |                      | Jeroen Blijlevens (NED)      |                     |
| 6     | 12. září      | Almería – Málaga                                 | 196,5 km (122 mi)   |                     |                      | Fabio Baldato (ITA)          |                     |
| 7     | 13. září      | Málaga – Marbella                                | 171,1 km (106 mi)   |                     |                      | Fabio Baldato (ITA)          |                     |
| 8     | 14. září      | Marbella – Jerez de la Frontera                  | 220,7 km (137 mi)   |                     |                      | Nicola Minali (ITA)          |                     |
| 9     | 15. září      | Jerez de la Frontera – Córdoba                   | 203,5 km (126 mi)   |                     |                      | Nicola Minali (ITA)          |                     |
|       | 16. září      |                                                  |                     |                     | Den odpočinku        | Den odpočinku                | Den odpočinku       |
| 10    | 17. září      | El Tiemblo – Ávila                               | 46,5 km (29 mi)     |                     | Individuální časovka | Tony Rominger (SUI)          |                     |
| 11    | 18. září      | Ávila – Salamanca                                | 188 km (117 mi)     |                     |                      | Marco Antonio Di Renzo (ITA) |                     |
| 12    | 19. září      | Benavente – Alto del Naranco                     | 188 km (117 mi)     |                     |                      | Daniele Nardello (ITA)       |                     |
| 13    | 20. září      | Oviedo – Lagos de Covadonga                      | 159 km (99 mi)      |                     |                      | Laurent Jalabert (FRA)       |                     |
| 14    | 21. září      | Cangas de Onís – Cabarceno                       | 202,6 km (126 mi)   |                     |                      | Biagio Conte (ITA)           |                     |
| 15    | 22. září      | Cabárceno – Alto Cruz de la Demanda (Ezcaray)    | 220 km (137 mi)     |                     |                      | Alex Zülle (SUI)             |                     |
| 16    | 23. září      | Logroño – Sabiñánigo                             | 220,9 km (137 mi)   |                     |                      | Nicola Minali (ITA)          |                     |
| 17    | 24. září      | Sabiñánigo – Cerler                              | 165,7 km (103 mi)   |                     |                      | Oliverio Rincón (COL)        |                     |
| 18    | 25. září      | Benasque – Zaragoza                              | 219,5 km (136 mi)   |                     |                      | Dmitrij Konyšev (RUS)        |                     |
| 19    | 26. září      | Getafe – Ávila                                   | 217,1 km (135 mi)   |                     |                      | Laurent Dufaux (SUI)         |                     |
| 20    | 27. září      | Ávila – Palazuelos de Eresma (Destilerías DYC)   | 209,5 km (130 mi)   |                     |                      | Gianni Bugno (ITA)           |                     |
| 21    | 28. září      | Segovia – Palazuelos de Eresma (Destilerías DYC) | 43 km (27 mi)       |                     | Individuální časovka | Tony Rominger (SUI)          |                     |
| 22    | 29. září      | Madrid – Madrid                                  | 157,6 km (98 mi)    |                     |                      | Tom Steels (BEL)             |                     |
|       | Celková délka | Celková délka                                    | 3 898 km (2 422 mi) | 3 898 km (2 422 mi) | 3 898 km (2 422 mi)  | 3 898 km (2 422 mi)          | 3 898 km (2 422 mi) |

## Průběžné pořadí
| Etapa          | Vítěz                  | Celkové pořadí · | Bodovací soutěž · | Vrchařská soutěž · | Soutěž týmů  |
| -------------- | ---------------------- | ---------------- | ----------------- | ------------------ | ------------ |
| 1              | Biagio Conte           | Biagio Conte     | Biagio Conte      | Igor Gonzáles      | Telekom      |
| 2              | Nicola Minali          | Biagio Conte     | Biagio Conte      | Bobby Julich       | Telekom      |
| 3              | Laurent Jalabert       | Laurent Jalabert | Laurent Jalabert  | Bobby Julich       | Telekom      |
| 4              | Tom Steels             | Laurent Jalabert | Laurent Jalabert  | Bobby Julich       | Aki–Gipiemme |
| 5              | Jeroen Blijlevens      | Laurent Jalabert | Giovanni Lombardi | Bobby Julich       | Aki–Gipiemme |
| 6              | Fabio Baldato          | Fabio Baldato    | Fabio Baldato     | Bobby Julich       | Aki–Gipiemme |
| 7              | Fabio Baldato          | Fabio Baldato    | Fabio Baldato     | Bobby Julich       | Aki–Gipiemme |
| 8              | Nicola Minali          | Fabio Baldato    | Fabio Baldato     | Bobby Julich       | Aki–Gipiemme |
| 9              | Nicola Minali          | Fabio Baldato    | Fabio Baldato     | Bobby Julich       | Aki–Gipiemme |
| 10             | Tony Rominger          | Alex Zülle       | Fabio Baldato     | Bobby Julich       | ONCE         |
| 11             | Marco Antonio Di Renzo | Alex Zülle       | Fabio Baldato     | Bobby Julich       | ONCE         |
| 12             | Daniele Nardello       | Alex Zülle       | Laurent Jalabert  | Bobby Julich       | ONCE         |
| 13             | Laurent Jalabert       | Alex Zülle       | Laurent Jalabert  | Tony Rominger      | ONCE         |
| 14             | Biagio Conte           | Alex Zülle       | Laurent Jalabert  | Tony Rominger      | ONCE         |
| 15             | Alex Zülle             | Alex Zülle       | Laurent Jalabert  | Tony Rominger      | ONCE         |
| 16             | Nicola Minali          | Alex Zülle       | Laurent Jalabert  | Tony Rominger      | ONCE         |
| 17             | Oliverio Rincón        | Alex Zülle       | Laurent Jalabert  | Tony Rominger      | ONCE         |
| 18             | Dmitrij Konyšev        | Alex Zülle       | Laurent Jalabert  | Tony Rominger      | ONCE         |
| 19             | Laurent Dufaux         | Alex Zülle       | Laurent Jalabert  | Tony Rominger      | ONCE         |
| 20             | Gianni Bugno           | Alex Zülle       | Laurent Jalabert  | Tony Rominger      | Team Polti   |
| 21             | Tony Rominger          | Alex Zülle       | Laurent Jalabert  | Tony Rominger      | Team Polti   |
| 22             | Tom Steels             | Alex Zülle       | Laurent Jalabert  | Tony Rominger      | Team Polti   |
| Konečné pořadí | Konečné pořadí         | Alex Zülle       | Laurent Jalabert  | Tony Rominger      | Team Polti   |

## Konečné pořadí

### Celkové pořadí
| Pořadí | Jezdec            | Tým                     | Čas         |
| ------ | ----------------- | ----------------------- | ----------- |
| 1      | Alex Zülle        | ONCE                    | 97h 31’ 46” |
| 2      | Laurent Dufaux    | Festina–Lotus           | + 6’ 23”    |
| 3      | Tony Rominger     | Mapei–GB                | + 8’ 29”    |
| 4      | Roberto Pistore   | MG Maglificio–Technogym | + 10’ 13”   |
| 5      | Stefano Faustini  | Aki–Gipiemme            | + 11’ 21”   |
| 6      | Georg Totschnig   | Team Polti              | + 11’ 33”   |
| 7      | Davide Rebellin   | Team Polti              | + 13’ 15”   |
| 8      | Andrea Peron      | Motorola                | + 14’ 46”   |
| 9      | Bobby Julich      | Motorola                | + 15’ 10”   |
| 10     | Fernando Escartín | Kelme–Artiach           | + 18’ 35    |

### Bodovací soutěž
| Pořadí | Jezdec           | Tým            | Body |
| ------ | ---------------- | -------------- | ---- |
| 1      | Laurent Jalabert | ONCE           | 237  |
| 2      | Nicola Minali    | Gewiss Playbus | 163  |
| 3      | Tom Steels       | Mapei–GB       | 142  |
| 4      | Tony Rominger    | Mapei–GB       | 140  |
| 5      | Alex Zülle       | ONCE           | 139  |

### Vrchařská soutěž
| Pořadí | Jezdec           | Tým           | Body |
| ------ | ---------------- | ------------- | ---- |
| 1      | Tony Rominger    | Mapei–GB      | 177  |
| 2      | Laurent Jalabert | ONCE          | 120  |
| 3      | Dmitrij Konyšev  | Aki–Gipiemme  | 107  |
| 4      | Laurent Dufaux   | Festina–Lotus | 89   |
| 5      | Alex Zülle       | ONCE          | 88   |

### Sprinterská soutěž
| Pořadí | Jezdec                 | Tým                | Body |
| ------ | ---------------------- | ------------------ | ---- |
| 1      | Jürgen Werner          | Team Telekom       | 50   |
| 2      | Marco Antonio Di Renzo | Cantina Tollo–CoBo | 43   |
| 3      | Luca Pavanello         | Aki–Gipiemme       | 34   |
| 4      | Laurent Jalabert       | ONCE               | 15   |
| 5      | Daniele Nardello       | Mapei–GB           | 13   |

### Soutěž týmů
| Pořadí | Tým        | Čas          |
| ------ | ---------- | ------------ |
| 1      | Team Polti | 293h 10’ 54” |
| 2      | Motorola   | + 12’ 29”    |
| 3      | Banesto    | + 14’ 38”    |
| 4      | Mapei–GB   | + 17’ 13”    |
| 5      | ONCE       | + 30’ 38”    |